# Roman Wrocławski
Roman Dominik Wrocławski (ur. 13 lipca 1955 Piotrkowie Trybunalskim) – polski zapaśnik i trener zapasów, mistrz świata i brązowy medalista mistrzostw świata, uczestnik Igrzysk Olimpijskich w Seulu.
Wychowanek Piotrcovii Piotrków Trybunalski, występował w wagach 90 kg, 100 kg i +100 kg w stylu klasycznym, reprezentując także barwy Wisłoki Dębica.
Zajął 8. miejsce w Plebiscycie Przeglądu Sportowego na najlepszego sportowca Polski w 1982 r.
Na stałe mieszka w Phoenix w Stanach Zjednoczonych, gdzie trenuje zapaśników amerykańskich. Był trenerem mistrza olimpijskiego z  Sydney Rulona Gardnera, który niespodziewanie pokonał dominującego w tej wadze od 13 lat Aleksandra Karelina.
W książce Czy to prawda?, wydanej w 1995 r., przyznał się do sprzedawania i kupowania walk, a nawet zorganizowania czegoś na kształt giełdy handlującej walkami.

## Osiągnięcia
- Mistrzostwa świata
  - 1981 - 3. miejsce
  - 1982 - 1. miejsce
  - 1983 - 11. miejsce
  - 1987 - 11. miejsce
- Mistrzostwa Europy
  - 1976 - 9. miejsce
  - 1977 - 4. miejsce
  - 1979 - 7. miejsce
  - 1981 - 5. miejsce
  - 1984 - 7. miejsce
  - 1986 - 4. miejsce
- Igrzyska Olimpijskie
  - 1988 - 7. miejsce